# Eccellenza Basilicata 1991-1992
Il campionato italiano di calcio di Eccellenza regionale 1991-1992 è stato il primo organizzato in Italia. Rappresenta il sesto livello del calcio italiano. Questo è il girone organizzato dal Comitato Regionale Basilicata.

## Stagione

### Novità
Dal campionato di Promozione Basilicata 1990-1991 era stato promosso nel Campionato Interregionale l'Avigliano, mentre l'AZ Picerno e il Corleto erano stati retrocessi nel campionato di Promozione Basilicata, divenuto secondo livello regionale dopo il neocostituito campionato di Eccellenza. Dal campionato di Prima Categoria Basilicata 1990-1991 erano stati promossi in Eccellenza il Melfi e il Rotonda. Dal Campionato Interregionale 1990-1991 era stato retrocesso il Policoro. La "Pol. Michelino De Bonis" ha cambiato denominazione in "S.C. Pietragalla" con sede a Pietragalla.

### Formula
Le 16 squadre partecipanti disputano un girone all'italiana con partite di andata e ritorno per un totale di 30 giornate. La prima classificata viene promossa nel Campionato Interregionale. Le ultime tre classificate vengono retrocesse direttamente nel campionato di Promozione.

## Squadre partecipanti
| Squadra                     | Città (provincia)           | Stagione 1990-1991                               |
| --------------------------- | --------------------------- | ------------------------------------------------ |
| U.S. Bellese                | Bella (PZ)                  | 9º in Promozione Basilicata                      |
| U.S. Castelluccio           | Castelluccio Inferiore (PZ) | 11º in Promozione Basilicata                     |
| A.S. Genzano                | Genzano di Lucania (PZ)     | 7º in Promozione Basilicata                      |
| F.C. Maratea                | Maratea (PZ)                | 5º in Promozione Basilicata                      |
| A.S. Melfi                  | Melfi (PZ)                  | 1º nel girone A della Prima Categoria Basilicata |
| G.S. Murese                 | Muro Lucano (PZ)            | 4º in Promozione Basilicata                      |
| Pol. P. Pescopagano Invicta | Potenza                     | 6º in Promozione Basilicata                      |
| S.C. Pietragalla            | Pietragalla (PZ)            | 10º in Promozione Basilicata                     |
| Pol. Pignola                | Pignola (PZ)                | 8º in Promozione Basilicata                      |
| Policoro S.C.               | Policoro (MT)               | 14º nel Campionato Interregionale/M              |
| A.C. Pro Loco Spinoso       | Spinoso (PZ)                | 12º in Promozione Basilicata                     |
| N.A.C. Rotonda              | Rotonda (PZ)                | 1º nel girone B della Prima Categoria Basilicata |
| S.S. Santarcangiolese       | Sant'Arcangelo (PZ)         | 13º in Promozione Basilicata                     |
| Pol. Tricarico              | Tricarico (MT)              | 2º in Promozione Basilicata                      |
| A.C. Vallenoce Lauria       | Lauria (PZ)                 | 14º in Promozione Basilicata                     |
| C.S. Vultur                 | Rionero in Vulture (PZ)     | 3º in Promozione Basilicata                      |

## Classifica finale
|  | Pos. | Squadra               | Pt | G  | V  | N  | P  | GF | GS | DR  |
|  | ---- | --------------------- | -- | -- | -- | -- | -- | -- | -- | --- |
|  | 1.   | Vultur Rionero        | 47 | 30 | 18 | 11 | 1  | 68 | 21 | +47 |
|  | 2.   | Murese                | 45 | 30 | 19 | 7  | 4  | 67 | 26 | +41 |
|  | 3.   | Melfi                 | 42 | 30 | 17 | 8  | 5  | 51 | 19 | +32 |
|  | 4.   | Pescopagano Invicta   | 38 | 30 | 14 | 10 | 6  | 40 | 21 | +19 |
|  | 5.   | Rotonda               | 33 | 30 | 12 | 9  | 9  | 53 | 37 | +16 |
|  | 5.   | Maratea               | 33 | 30 | 11 | 11 | 8  | 43 | 34 | +9  |
|  | 5.   | Castelluccio          | 33 | 30 | 12 | 9  | 9  | 37 | 44 | -7  |
|  | 8.   | Pignola               | 31 | 30 | 11 | 9  | 10 | 46 | 35 | +11 |
|  | 8.   | Vallenoce Lauria      | 31 | 30 | 12 | 7  | 11 | 38 | 33 | +5  |
|  | 10.  | Tricarico             | 27 | 30 | 7  | 13 | 10 | 41 | 38 | +3  |
|  | 10.  | Genzano               | 27 | 30 | 8  | 11 | 11 | 38 | 51 | -12 |
|  | 12.  | Pietragalla           | 25 | 30 | 8  | 9  | 13 | 33 | 69 | -36 |
|  | 12.  | Bellese               | 25 | 30 | 9  | 7  | 14 | 35 | 41 | -6  |
|  | 12.  | Policoro              | 25 | 30 | 7  | 11 | 12 | 22 | 30 | -8  |
|  | 15.  | Pro Loco Spinoso      | 12 | 30 | 1  | 10 | 19 | 21 | 59 | -38 |
|  | 16.  | Santarcangiolese (-1) | 5  | 30 | 2  | 2  | 26 | 11 | 87 | -76 |

Legenda:
      Promossa nel Campionato Interregionale 1992-1993
      Retrocessa in Promozione 1992-1993
 Retrocessione diretta.
Note:
Due punti a vittoria, uno a pareggio, zero a sconfitta.
Policoro retrocesso dopo aver perso lo spareggio contro l'ex aequo Bellese.
La Santarcangiolese ha scontato 1 punto di penalizzazione

## Spareggio retrocessione
|          | Risultato   |         | Luogo e data                                      |
| -------- | ----------- | ------- | ------------------------------------------------- |
| Policoro | 3 - 5 (dtr) | Bellese | Maratea, stadio Europa, 10 maggio 1992, ore 16.00 |
|          |             |         |                                                   |